# 肴町 (浜松市)
肴町（さかなまち）は静岡県浜松市中央区の町名。丁番を持たない単独町名である。住居表示未実施。

## 地理
浜松駅前の繁華街に位置する。

## 歴史
1790年（寛政2年）に書かれた「浜松御役町由来記」によれば、徳川家康が浜松城に在籍していた頃、六人の魚商が浜松城南側の榎門筋（現在の紺屋町通り）において棚を出し魚を販売すると共に浜松城の御用をつとめるようになると、魚屋の便を考えて家康の家臣、本多重次らによって大手門近くの東海道の裏通り（現在の本通り、肴町通り）に魚河岸を設置し魚屋だけの町を構えさせたのが始まりとされる。この時、家康はこの六人に舞坂湊（舞阪港）、掛塚湊の間で水揚げされる魚類のすべてを売買する特権を与えた。これによりそれまで魚町と呼ばれていた旅籠町裏から、集団で魚屋がこの地に移転したために、かつての魚町は元魚町と呼ばれるようになったという。
現在では、浜松市の繁華街として飲食店や洋服店などが連なり、当時の面影は史跡などでわずかに残すのみである。

### 地名の由来
かつて浜松城下において、魚を商いする店が並んでいたため肴町と呼ばれるようになった。

## 祭事
浜松まつりには明治期から参加した記録が残っている。参加名は魚組（うおぐみ）。凧印は、前述の元魚町にある松尾神社に由来する日鶴。現在の屋台（御殿屋台）は昭和28年に再建されたもので、町内に狭い通りが多いからか小振りではあるが、その形や彫刻の素晴らしさは他町に劣らない。
ほか、氏社である松尾神社の祭礼（6月）、酉の市大祭（11月）などが行われる。

## 世帯数と人口
2018年（平成30年）12月1日現在の世帯数と人口は以下の通りである。
| 町丁 | 世帯数 | 人口  |
| ---- | ------ | ----- |
| 肴町 | 47世帯 | 117人 |

## 小・中学校の学区
市立小・中学校に通う場合、学区は以下の通りとなる。
| 番・番地等 | 小学校             | 中学校             |
| ---------- | ------------------ | ------------------ |
| 全域       | 浜松市立中部小学校 | 浜松市立中部中学校 |

## その他

### 日本郵便
- 郵便番号 : 430-0932[3]（集配局：浜松郵便局[7]）。

### 警察
警察の管轄は以下の通りである。
| 番・番地等 | 警察署         | 交番・駐在所 |
| ---------- | -------------- | ------------ |
| 全域       | 浜松中央警察署 | 浜松駅前交番 |